# Pius od św. Alojzego
Pius od św. Alojzego (Pio de San Luigi) (w zakonie), właściwie Alojzy Campidelli (Luigi Campidelli) (w świecie) (ur. 29 kwietnia 1868 r. w Trebbio, diec. Rimini, Włochy, zm. 2 listopada 1889 r. w Casale) – włoski pasjonista, błogosławiony Kościoła katolickiego, .
Urodził się skromnej rodzinie wiejskiej jako czwarte dziecko. Nadano mu imię Luigi (Alojzy), a zdrobniale nazywano go Gigino. Zapisał się do świeckiego stowarzyszenia św. Pawła od Krzyża, otrzymał Szkaplerz Męki Pańskiej z emblematem Pasjonistów. W wieku 12 lat udał się wraz z matką (ojciec zmarł na tyfus w 1874 r.) do klasztoru w Casale (niedaleko rodzinnej wsi), lecz nie został przyjęty z powodu młodego wieku. W 1882 r. został zawieziony przez właściciela majątku i księdza do klasztoru w Casale, gdzie rozpoczął Szkołę Apostolską dla chłopców i kandydatów na kapłanów. Otrzymując habit przyjął imię Pius (Pio) od św. Alojzego. W 1887 r. przyjął niższe święcenia i kontynuował kurs teologii. Przygotoywał się też do subdiakonatu i diakonatu, gdy zachorował na gruźlicę płuc. Zmarł w opinii świętości.
Beatyfikował go Jan Paweł II 17 listopada 1985 r. W Kościele wspominany jest 2 listopada, w Zakonie Pasjonistów czczony 3 listopada.